# 王谌 (北魏)
王谌，字厚诚，自称太原郡晋阳县（今山西省太原市）人，北魏官员，王桥之子，王叡之弟。
王谌在北魏官至给事中、安南将军、祠部尚书，赐爵上党公。加散骑常侍，领太史事。魏孝文帝时，例降为上党侯。转任为太常卿。出为持节、安东将军、兖州刺史。还京，担任光禄大夫，在官任上去世。赠帛五十匹。其子王翔。